# Rodolfo Barili
Rodolfo Roque Hernani Barili (Rauch, provincia de Buenos Aires; 30 de noviembre de 1972) es un periodista, locutor y presentador de televisión argentino. Desde agosto de 2002, es conductor y productor ejecutivo de Telefe Noticias del noticiero central de las 20 hs. Desde 2010, y hasta 2016, se desempeñó como gerente periodístico de las tres ediciones del noticiero del canal Telefe.

## Trayectoria periodística

### Sus inicios
La relación de Barili con los medios comienza en la adolescencia, desempeñándose por entonces en radios y periódicos de su ciudad natal. Durante los veranos, en sus inicios, ejerció la profesión en Frecuencia Arena de Santa Teresita, Partido de la Costa. Durante su juventud también fue guitarrista. Llegó a Buenos Aires e ingresó a trabajar en Radio Belgrano.[cita requerida]
Desde el 5 de octubre de 1993 se desempeña como periodista de Telefe Noticias, a donde ingresó con 20 años de edad, siendo aún un estudiante, y ha desarrollado los más variados cargos dentro de la estructura de noticias: cronista, responsable de informes especiales, enviado especial, coordinador de elecciones y movilero en vivo, tarea que desempeñó a diario, en directo desde cualquier lugar del país, durante cuatro años hasta ser nombrado presentador.
Por entonces se inició conduciendo los segmentos informativos nocturnos y de madrugada de Red de Noticias, el canal de 24 horas de información de la cadena.

### Noticiero
Desde el 12 de agosto de 2002 hasta 2023 condujo, junto a Cristina Pérez, la emisión de noticias central del canal. A fines de 2023, Pérez abandonó por motivos artísticos y personales el noticiero.
Durante cinco años fue el conductor de Diario de Medianoche, segmento que nació como Diario de Guerra, el primer noticiero temático de la televisión argentina, que daba cobertura específica al conflicto de Irak desde su inicio. Los buenos resultados hicieron nacer la necesidad de crear una emisión de noticias nocturna, que Barili condujo también junto a Pérez.

## Coberturas especiales
A lo largo de su carrera ha realizado las más variadas coberturas, entre ella el atentado a la AMIA, la tragedia de Cromañón (con la conducción de un programa especial de más de 6 horas de duración), la crisis institucional, política y social de 2001 (condujo una emisión excepcional tras la caída del Presidente Fernando De la Rúa y cubrió en vivo los violentos incidentes desde las plazas de Mayo y del Congreso que llegaron en los días posteriores).
Investigó el juego clandestino en el país, llevando por primera vez a la pantalla nacional los rostros de los "capitalistas" más importantes de Argentina. La investigación le valió una nominación a los premios TEA y también amenazas de esos sectores, hasta entonces ocultos e impunes, denunciadas ante la justicia en 1998.
Ha entrevistado a solas y en vivo a todos los Presidentes Constitucionales de Argentina desde el regreso de la democracia (Alfonsín, Menem, De la Rúa, Kirchner, Macri , Fernández y Milei) , con excepción de la Dra. Fernández de Kirchner.
Realizó coberturas especiales sobre los casos María Soledad Morales (el Diario del Juicio), los 20 años del Juicio a las Juntas en 2005 (condujo en vivo desde la sala de audiencia de la Cámara Federal una emisión especial de Diario de Medianoche), El Complot [2004] (programa e investigación sobre los últimos días y caída de De la Rúa), Náufragos de la Vida [2004] (programa especial sobre recuperación de adictos), 20 años de Democracia [2003] (programa en vivo desde la Plaza de Mayo al cumplirse el mencionado aniversario el 10 de diciembre), entre otros.
En 2011, luego del Terremoto y tsunami de Japón, visitó el país donde ocurrió el Desastre natural, junto a Rubén Groba, gerente y técnico del noticiario. Hizo una cobertura desde Hiroshima hasta Nagasaki.
En 2012, con motivo de los treinta años de la guerra de Malvinas, Barili realizó un informe especial de diferentes capítulos sobre la vida de los argentinos que habitan las islas y participaron de la guerra.
Rodolfo Barili fue moderador del primer debate presidencial televisado en la historia argentina, en 2015.
También cumplió el mismo rol en las elecciones nacionales de 2019, donde moderó uno de los segmentos.
Otra vez, cumplió el mismo rol en el primer debate de las elecciones presidenciales de 2023, donde moderó uno de los segmentos. 

## Otros proyectos
Desde noviembre de 1996, hasta julio de 2004, dirigió La R, 99.3 FM, emisora de frecuencia modulada de Rauch.
Durante 1998 fundó y dirigió en esa misma ciudad el Semanario La Verdad de Rauch, de amplia repercusión en esta zona bonaerense por sus investigaciones periodísticas. Hasta 2002 fue su propietario.
Desde 2003, es miembro del Foro de Periodismo Argentino (FOPEA).
Ha participado en series televisivas y películas producidas por Telefé, como Hermanos & Detectives, Los Simuladores,  Todos contra Juan 2, Casados con hijos, Hechizada, El corredor nocturno, 100% lucha, la película, La dueña, El hombre de tu vida, Acusada entre otros. Generalmente, aparece en el rol de periodista o conductor de noticiero.
El 4 de julio de 2022 se sumó a Cadena 3 Argentina (https://www.cadena3.com/), la cadena radial más grande del país para realizar un resumen diario de noticias, cumpliendo así su sueño de volver a "Hacer Radio".